# Ławeczka Poetów w Tarnowie
Ławeczka Poetów w Tarnowie – ławka pomnikowa, odsłonięta 3 grudnia 2004 przy ulicy Wałowej w Tarnowie.
Ławeczka powstała z inicjatywy Miejskiej Biblioteki Publicznej w Tarnowie i Wydziału Kultury Urzędu Miasta Tarnowa. Ławeczka ma formę kamiennego murku, wzniesionego na planie kwadratu, okalającego klomb z rosnącym pośrodku drzewem. Przykryty jest płytą z polerowanego kamienia, na której z trzech stron przysiadły, naturalnej wielkości, odlane w brązie postacie literatów, wybranych w plebiscycie czytelników Biblioteki Publicznej: Zbigniewa Herberta, Agnieszki Osieckiej i Jana Brzechwy. Obok postaci znajdują się metalowe skrzynki z tomikami ich poezji. Klucze do skrzyneczek można wypożyczyć w pobliskiej pizzerii.
Na tułowiu każdej z postaci uwiecznione są fragmenty ich utworów.

Na sukni Osieckiej:
Będę czekać tu przez czterysta wiosen i sto długich zim, będę czekać tu, w mieście tym („Będę czekać” - tekst piosenki Steni Kozłowskiej)
i tylko taką mnie ścieżką poprowadź, gdzie śmieją się śmiechy w ciemności i gdzie muzyka gra, gdzie muzyka gra, muzyka („Wielka woda” - tekst piosenki Maryli Rodowicz).

Na kapeluszu Osieckiej:
Choćbyś odszedł z miasta będę czekać tu tak jak wierna gwiazda, będę czekać (cd. tekstu „Będę czekać”).
Na plecach figury Brzechwy fragmenty wiersza „Kaczka Dziwaczka”:
Nad rzeczką opodal krzaczka mieszkała kaczka-dziwaczka lecz zamiast trzymać się rzeczki robiła piesze wycieczki znosiła jaja na twardo i miała czubek z kokardą, a przy tym na przekór kaczkom czesała się wykałaczką. Martwiły się inne kaczki co będzie z takiej dziwaczki.

Obok pomnika poety znajduje się po stronie prawej figurka kaczki, a po lewej niewielkich rozmiarów żaba i żółw.
Na figurze Herberta zarówno z przodu jak i z tyłu widnieją słowa wierszy.
Z przodu fragment wiersza „Chciałbym opisać”:
Chciałbym opisać najprostsze wzruszenie, radość lub smutek, ale nie tak jak robią to inni sięgając po promienie deszczu albo słońca, chciałbym opisać światło, które we mnie się rodzi, ale wiem, że...

Z tyłu dalszy fragment wiersza „Chciałbym opisać”:
nie jest ono podobne do żadnej gwiazdy, bo jest nie tak jasne,  nie tak czyste i niepewne, a dalej fragment wiersza „Przypowieść”:
czym byłby świat gdyby nie napełniała go nieustanna krzątanina poety wśród ptaków i kamieni.
Ławeczka jest dziełem tarnowskiego rzeźbiarza Jacka Kucaby.
Odsłonięciu ławeczki towarzyszył koncert prowadzony przez Magdę Umer.